# Final Fight
 (срп. Коначна борба) је игра коју је направио Капком. Слична је игри Street Fighter (карактери као што су Гај, Роленто, Андор и други су се појавили у новијим издањима). Одиграва се у Метро граду чији је градоначелник Мајк Хагар који је један од могућих бораца које играч може да изабере. Игра се може играти и у двоје.

## Игра
Игра се одиграва у Метро граду којим влада мафија и млади гангстери. Банда која се зове Луди Зупчаник је учинила град центром криминала и утерује страх у грађане отмицама, убиствима и др. Нови градоначелник града, Мајк Хагар жели да промени и обнови град и уништи банду Лудог Зупчаника.
Игра почиње тако што један од вођа банде чији је надимак Проклетник зове Мајка и обавештава га да му је киднаповао ћерку, Џесику и да ће је убити ако не промени планове. Мајку долазе у помоћ два пријатеља, Гај и Коди. Џесика је Кодијева девојка, и Гајова пријатељица још од детињства. 
Изабрани борци крећу у финалну тучу и боре се са свим гангстерима који им се нађу на путу и њиховим вођама (на крају сваког нивоа је нови вођа). Игра се завршава тако што играчи убијају шефа банде Белгера, (бацајући га кроз прозор) Луги Геар и тиме уништавају банду. Метро град постаје ослобођен.

## Ликови
- Мајк Хагар

Нови градоначелник Метро града. Огроман човек и мишићав упркос годинама. Одлучан је у намери да промени град. Његов специјални ударац је један од најјачих (ухвати непријатеља, окрене га наопачке и скочи ударајући га главом од земље што изазива масивну штету непријатељу). Његова највећа предност је то што је најјачи у игри.
- Гај

Усавршио је своје нинџуцу вештине и спреман за борбу у сваком тренутку. У игри носи наранџасто нинџа одело. Омиљено оружје му је Катана. Уме да одскакује од зида. Може да удари шест пута узастопно непријатеља. Његова највећа предност је то што је најбржи у игри.
- Коди

Боксер који је спреман да жртвује и живот за своју девојку, Џесику. Омиљено оружје му је нож. У игри носи плаве тренерке и белу мајицу. Његова највећа предност је то што је и брз и јак али не најбржи нити најјачи.